# Paradiskorn
Paradiskorn (Aframomum melegueta) kommer ifrån Västafrika och är en flerårig upp till 1 meter hög ört ur familjen ingefärsväxter. Växtens frön, som även kallats för paradisfrö, guineapeppar, meleguettapeppar och stor kardemumma, har tidigare använts som en billigare ersättning för peppar.

## Historia
Peppar var under medeltiden mycket dyr i Europa och därför uppstod en marknad för substitut. Paradiskorn kom ursprungligen till Europa med karavaner från Västafrika genom Sahara som omnämns tidigast 1214 i Trevisio i Italien. Kryddan kallades för meleguette och i Sverige under 1300-talet såldes under namnet paradiskorn. Både paradiskorn och peppar omnämns första gången i samband med  lagman Birger Perssons (heliga Birgittas far) begravning 1328.
På 1700-talet använde Cajsa Warg paradiskorn i bland annat pepparkakor.

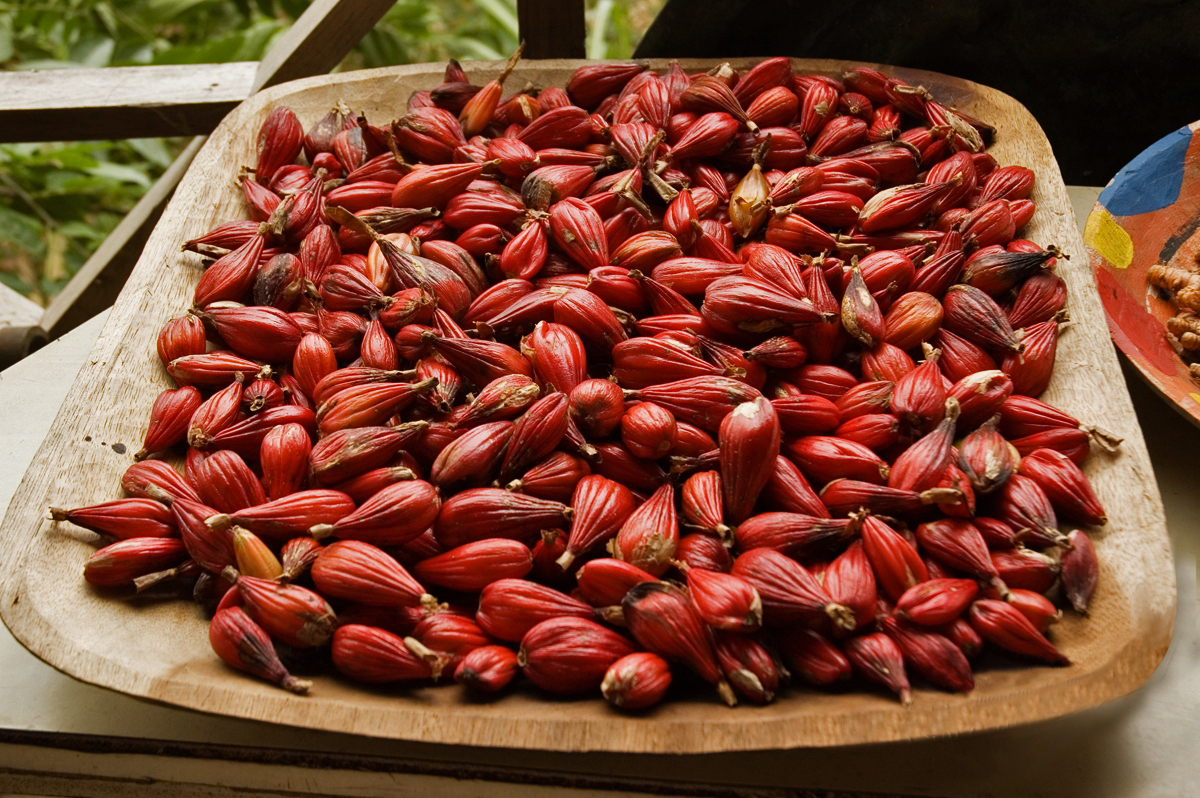
frökapslar
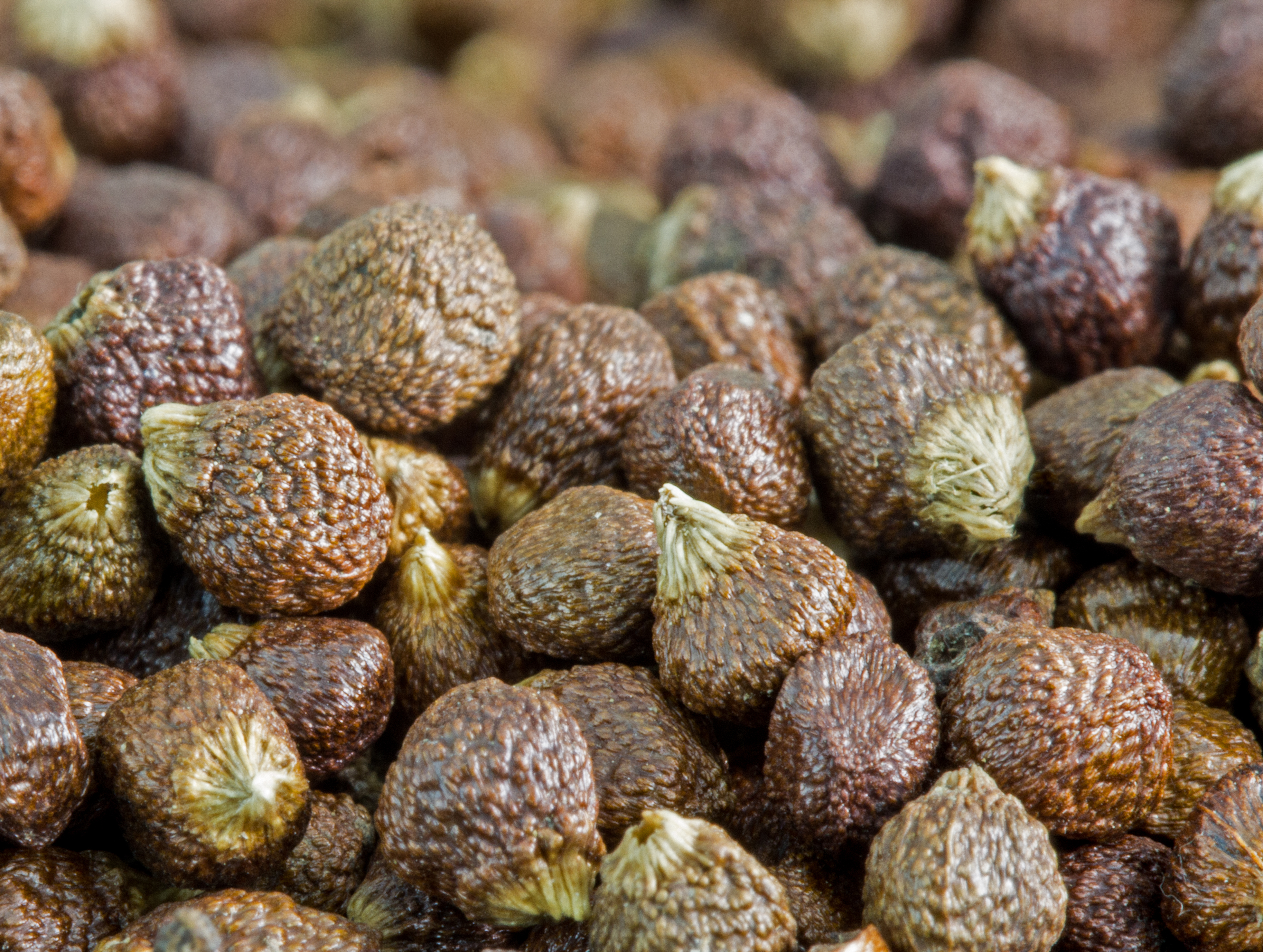
torkad frukt

## Användning
Paradiskorn har en frän, stark och pepprig smak med aning av hasselnöt, kardemumma och kryddnejlika. Nuförtiden används paradiskorn som krydda i västafrikansk matlagning. I västvärlden används paradiskorn ibland i akvavit och en del typer av pickles och likörer.
Förutom som substitut för peppar har paradiskornet använts medicinskt som febernedsättande medel och för att stimulera aptiten.